# Reprezentacja Filipin w piłce siatkowej kobiet
Reprezentacja Filipin w piłce siatkowej kobiet to narodowa reprezentacja tego kraju, reprezentująca go na arenie międzynarodowej.

## Udział i miejsca w imprezach

### Mistrzostwa świata
| Rok  | Kraj             | Miejsce      |
| ---- | ---------------- | ------------ |
| 1952 | ZSRR             | brak udziału |
| 1956 | Francja          | brak udziału |
| 1960 | Brazylia         | brak udziału |
| 1962 | ZSRR             | brak udziału |
| 1967 | Japonia          | brak udziału |
| 1970 | Bułgaria         | brak udziału |
| 1974 | Meksyk           | 18. miejsce  |
| 1978 | ZSRR             | brak udziału |
| 1982 | Peru             | brak udziału |
| 1986 | Czechosłowacja   | brak udziału |
| 1990 | Chiny            | brak udziału |
| 1994 | Brazylia         | brak udziału |
| 1998 | Japonia          | brak udziału |
| 2002 | Niemcy           | brak udziału |
| 2006 | Japonia          | brak udziału |
| 2010 | Japonia          | brak udziału |
| 2014 | Włochy           | brak udziału |
| 2018 | Japonia          | brak udziału |
| 2022 | Holandia, Polska | brak udziału |
| 2015 | Tajlandia        | brak udziału |

### Mistrzostwa Azji
| Rok  | Kraj             | Miejsce      |
| ---- | ---------------- | ------------ |
| 1975 | Australia        | brak udziału |
| 1979 | Chiny            | brak udziału |
| 1983 | Japonia          | 5. miejsce   |
| 1987 | Chiny            | brak udziału |
| 1989 | Hongkong         | brak udziału |
| 1991 | Tajlandia        | 13. miejsce  |
| 1993 | Chiny            | 13. miejsce  |
| 1995 | Tajlandia        | 8. miejsce   |
| 1997 | Filipiny         | 8. miejsce   |
| 1999 | Hongkong         | brak udziału |
| 2001 | Tajlandia        | brak udziału |
| 2003 | Wietnam          | 8. miejsce   |
| 2005 | Chiny            | 9. miejsce   |
| 2007 | Tajlandia        | brak udziału |
| 2009 | Wietnam          | brak udziału |
| 2011 | Chińskie Tajpej  | brak udziału |
| 2013 | Tajlandia        | 12. miejsce  |
| 2015 | Chiny            | 12. miejsce  |
| 2017 | Filipiny         | 8. miejsce   |
| 2019 | Korea Południowa | brak udziału |
| 2023 | Tajlandia        | 13. miejsce  |

### Igrzyska azjatyckie
| Rok  | Miasto     | Miejsce      |
| ---- | ---------- | ------------ |
| 1962 | Dżakarta   | 4. miejsce   |
| 1966 | Bangkok    | 4. miejsce   |
| 1970 | Bangkok    | 6. miejsce   |
| 1974 | Teheran    | brak udziału |
| 1978 | Bangkok    | brak udziału |
| 1982 | Nowe Delhi | 5. miejsce   |
| 1986 | Seul       | brak udziału |
| 1990 | Pekin      | brak udziału |
| 1994 | Hiroszima  | brak udziału |
| 1998 | Bangkok    | brak udziału |
| 2002 | Pusan      | brak udziału |
| 2006 | Doha       | brak udziału |
| 2010 | Kanton     | brak udziału |
| 2014 | Inczon     | brak udziału |
| 2018 | Dżakarta   | 8. miejsce   |
| 2022 | Hangzhou   | brak udziału |